# 巴伐利亞地理學家
巴伐利亞地理學家（拉丁語：Geographus Bavarus）是一位匿名作者的慣用名稱，該作者的拉丁文中世紀短文包含中東歐部落列表，標題為《Descriptio civitatum et regionum ad septentrionalem plagam Danubii》（拉丁語，意為多瑙河以北城市和土地的描述）。
1796 年，波蘭伯爵和學者揚·波托茨基首次授予“巴伐利亞地理學家”這個名字（以法語的形式“Géographe de Bavière”）。該術語現在有時也用於指代文檔本身。